# Aloaspis mutica
Aloaspis mutica är en insektsart som beskrevs av Williams 1955. Aloaspis mutica ingår i släktet Aloaspis och familjen pansarsköldlöss. Inga underarter finns listade i Catalogue of Life.